# Agon Sadiku
Agon Sadiku, né le 10 mars 2003 à Raahe, est un footballeur international finno-kosovar qui évolue au poste d'attaquant au Kuopion Palloseura en prêt du FC Emmen.

## Biographie

### Carrière en club
Né à Raahe en Finlande, Agon Sadiku est formé par le HJK Helsinki, où il joue avec l'équipe reserve, avant de commencer sa carrière professionnelle au FC Honka. Il joue son premier match avec l'équipe première du club le 5 février 2022, lors de la rencontre de Coupe de la Ligue finlandaise contre le FC Haka.

### Carrière en sélection
International avec la Finlande en équipe junior, Agon Sadiku est ensuite convoqué pour la première fois avec l'équipe nationale du Kosovo en novembre 2022. Il honore sa première sélection le 16 novembre 2022, lors d'un match amical contre l'Arménie.
En décembre 2022, Agon Sadiku décide finalement de recommencer à jouer avec son pays natal, et est convoqué pour la première fois avec l'équipe de Finlande senior,. Il honore sa première sélection le 9 janvier 2023, à l'occasion d'un match amical contre la Suède. Il est titulaire lors de la défaite 2-0 de son équipe,.